# ニアサ州
ニアサ州（ニアサしゅう、Niassa província）は、モザンビークの北西に位置する州である。面積は129,056km2あり、国内で最大。人口は848,900人（1999年）。州都は、リシンガ（Lichinga）、旧称ヴィラ・カブラル（Vila Cabral）。

## 地理
内陸の丘陵地で、東にカボ・デルガード州、南東にルリオ川を境にしてナンプーラ州、南にザンベジア州、北にタンザニアのルヴマ州及びムトワラ州と接し、海はないが、北西がマラウイ湖（ニアサ湖）に面しており州名もこれに因む。隣接するマラウイ湖の水域はモザンビーク領であるが、チズムル島及びリコマ島はマラウイ領である。
州の西部にはマラウイ湖に沿う形で山脈が南北に延び、大地溝帯の一部"ニアサ・リフト・バレー"の東岸を成している。この高原上約1300mの場所に政治の中心である州都リシンガがあり、南部の平原、ナンプーラ州からマラウイに繋がる鉄道沿いに交通の要衝クアンバの町がある。クアンバからリシンガへも鉄道が延びているが、現在は使われていない。

## 地方行政区画
ニアサ州は以下の15の地域(distrito)と1つの市(cidade)に区分される。北から順に、
- ラゴ郡（英語版） (Lago)
- サンガ郡（英語版） (Sanga)
- マバゴ郡（英語版） (Mavago)
- メクラ郡（英語版） (Mecula)
- ムエンベ郡（英語版） (Muembe)
- マルパ郡（英語版） (Marrupa)
- リシンガ郡（英語版） (Lichinga)
- リシンガ市 (Lichinga cidade)
- マジュネ郡（英語版） (Majune)
- ヌガウマ郡（英語版） (Ngauma)
- マウア郡（英語版） (Maua)
- ニペペ郡（英語版） (Nipepe)
- マンディンバ郡（英語版） (Mandimba)
- メタリカ郡（英語版） (Metarica)
- クアンバ郡（英語版） (Cuamba)
- メカニェラス郡（英語版） (Mecanhelas)

## 歴史
19世紀まではヤオ族の勢力下であったが、アフリカ分割によりポルトガル領東アフリカ(現在のモザンビーク)の1地域となった。1891年からは現在のニアサ州とカボ・デルガード州を合わせた領域はポルトガル領東アフリカ領内のポルトガル領ニアサ(-ランド)と呼ばれ、英・仏資本のニアサ会社が統治した。会社による統治は1929年に終了した。その後1931年にヴィラ・カブラルが建設された。
1961年から1974年の独立戦争では、モザンビーク解放戦線が、北に国境を接するタンザニアを拠点に、越境してポルトガル軍を攻撃した。1975年モザンビークが独立し、それに伴い州都ヴィラ・カブラルがリシンガに改称された。独立戦争とその後1992年まで続く内戦の影響で開発が遅れた。